# جنگل مبیرا
جنگل مبیرا (به لاتین: Mabira Forest) یک جنگل در اوگاندا است که در Buikwe District واقع شده‌است.